# Лемпворк
Лемпворк (англ. lampwork, від lamp — «лампа, паяльник» + work — «робота»), флеймворк (англ. flamework, від flame — «полум'я») — художня обробка скла в полум'ї паяльника.
Обробка скла була відома нашим предкам дуже давно, але робота зі склом в розумінні лемпворкера полягає в тому, що в полум'я повітряно-пропанового, кисневого, водневого або плазмового паяльника вноситься скляна трубка певного кольору, і наноситься на металеві мандрелі покриті сепаратором (роздільником), після чого скло сплавляється в намистину або в інший фігурний виріб, поверх якого можуть додаватися скло різних кольорів, срібло, мідь. Температура, необхідна для роботи зі склом — 800..1200 ° C, в залежності від виробника скла.

## Скло
Скло, яке використовується при роботі повинно мати однаковий СОЕ (англ. Coefficient of Expansion — коефіцієнт розширення), найчастіше використовується СОЕ-96, COE 104 — скло з італійського острова Мурано — «Moretti / Effetre». Коефіцієнт розширення або температурний коефіцієнт лінійного розширення (ТКЛР) характеризує відносне подовження зразка скла при нагріванні його на 1 градус. Значення ТКЛР змінюється в залежності від діапазону температури, в якому він вимірюється. Це практично єдиний технологічний показник (вказаний виробником), за яким можна судити про сумісність різного скла. Змішані разом види скла, з різним COE, по-різному змінюють свої розміри / габарити / обсяг при нагріванні і охолодженні. В такому випадку, при охолодженні, в склі виникають серйозні напруги, що ведуть до руйнування роботи. Для того, щоб це попередити скло випалюють протягом 6 годин при температурі 430 градусів у муфельній печі.

## Інструменти
Основний інструмент це паяльник. Паяльники поділяються на типи в залежності від того які гази беруть участь в процесі горіння. Найчастіше використовується поєднання газів майстрами лемпворку — пропан і кисень, причому кисень може бути використаний з:
- Повітря (найдешевший і прийнятний варіант, але має невисоку температуру горіння);
- Кисневого балону (високі вимоги по техніці безпеки, самий вибухонебезпечний варіант);
- Кисневого концентратора (оптимальний варіант, але має високу стартову вартість, отримує кисень з навколишнього повітря).

Крім паяльника використовується широкий спектр різноманітних матеріалів, які полегшують роботу майстра лемпворку:
- мандрелі (спиці) — спиця, на яку наноситься розплавлене скло;
- сепаратор (роздільник) — спеціальна суміш, основний компонент якого каолінова глина, служить для поділу металу спиці від скла;
- графітові лопатки — служать для формування вироби;
- фріт — скляна крихта;
- срібні нитки та сітки, тощо.

## Інтернет-ресурси
- The International Society of Glass Beadmakers [Архівовано 2 квітня 2019 у Wayback Machine.]
- Corning Museum of Glass [Архівовано 23 липня 2009 у Wayback Machine.]
- ASGS [Архівовано 20 травня 2022 у Wayback Machine.]